# Matias de Médici
Matias de Médici (em italiano:  Mattias de' Medici; 9 de maio de 1613 – 11 de outubro de 1667) foi o terceiro filho varão de Cosme II de Médici, Grão-Duque da Toscana e da Arquiduquesa Maria Madalena de Áustria.
Foi Governador de Siena, com interrupções, de 1629 até à sua morte. Nunca casou nem teve descendência.

## Biografia
Matias deveria ter seguido uma carreira eclesiástica, tal como o seu irmão João Carlos (Gian Carlo), mas rapidamente concluíu que esta não seria do seu agrado. Em vez disso, aos 16 anos, optou por uma carreira militar. O seu pai, o Grão-Duque Cosme II, morreu a 28 de fevereiro de 621, sendo sucedido pelo filho mais velho, Fernando II de Médici. A 29 de maio de 1629, o novo Grão-Duque nomeou Matias Governador de Siena, na sequência da morte da sua tia Catarina de Médici que, na altura, exercia esse cargo.
Ele chegou aos seus domínios a 27 de agosto e estabeleceu residência na Piazza del Duomo. Passou a maior parte do seu tempo em Siena, ele era bastante popular entre os Sieneses. Em 1631, juntou-se aos exércitos imperiais na Guerra dos Trinta Anos, tomando parte na famosa batalha de Lützen, em outubro de 1632, onde conheceu o político Sienês Otávio Piccolomini.

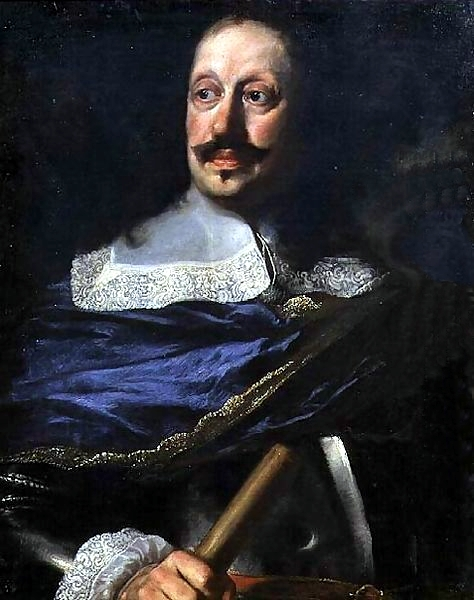
Outro retrato de Matias de Médici, por Sustermans.

Com o seu retorno ao Grão-Ducado em 1641, ele retomou as rédeas do governo de Siena. Contudo, ele não permaneceu longo tempo com o despoletar das Guerras de Castro. Fernando II entregou-lhe a suprema autoridade dos assuntos militares do Grão-Ducado, and thus he comandando a liga constituída pela República de Veneza, pelo Grão-Ducado da Toscana, o Ducado de Parma e Placência e o Ducado de Módena e Reggio contra o Papa Barberini (Urbano VIII), confiando o governo de Siena ao seu irmão, o Cardeal Leopoldo de Médici, durante a sua ausência.
Matias adorava as artes e foi patrono de Justus Sustermans, Volterrano e de muitos outros artistas eminentes. Quando esteve na Alemanha, adquiriu instrumentos científicos, como relógios de sol, astrolábios e compassos; todos eles foram, mais tarde, depositados nos Uffizi.
Já em idade avançada, Matias sofreu de gota, e ponderou reassumir as vestes eclesiásticas; contudo, ele ficou doente e morreu em Siena em 11 de outubro de 1667 com 54 anos.
Foi sepultado no mausoleu dos Médici, na Basílica de São Lourenço, em Florença.

## Ligações Externas
- Documentos sobre a família Médici – arquivo online

| Matias de Médici Casa de MédiciNascimento: 9 de maio 1613 Morte: 11 de outubro 1667 |                               |                                         |
| Cargos políticos                                                                    |                               |                                         |
| Precedido por: Catarina de Médici                                                   | Governador de Siena 1629-1636 | Sucedido por: Leopoldo de Médici        |
| Precedido por: Leopoldo de Médici                                                   | Governador de Siena 1641-1643 | Sucedido por: Leopoldo de Médici        |
| Precedido por: Leopoldo de Médici                                                   | Governador de Siena 1644-1667 | Sucedido por: Francisco Maria de Médici |